# Élections provinciales de 2023 en république démocratique du Congo
Les élections provinciales congolaise de 2023 ont lieu le 20 décembre 2023 en république démocratique du Congo (RDC), en même temps que la présidentielle et les élections législatives et municipales afin de renouveler les 780 membres des assemblées des 26 provinces de la république démocratique du Congo et de la capitale Kinshasa,.

## Analyse
Le scrutin connaît d'importants problèmes d'organisation qui retardent l'heure d'ouverture de la plupart des bureaux de vote, au point de forcer le gouvernement congolais à prolonger le vote jusqu'au 21 décembre dans les bureaux de vote concernés,. Selon certains observateurs, il se serait même poursuivi jusqu'au 27 décembre dans certaines localités. Le 24 décembre, l'archevêque de Kinshasa Fridolin Ambongo Besungu qualifie ainsi le scrutin de « gigantesque désordre organisé ».
En janvier 2024, la commission électorale congolaise (Céni) dénonce des fraudes, des actes de vandalisme, des intimidations d'électeurs et des utilisations illégales de machines de vote. La Céni décide en conséquence l'annulation du scrutin dans plusieurs circonscriptions, concernant notamment trois ministres du gouvernement sortant et quatre gouverneurs provinciaux.